# Garcinia letestui
Garcinia letestui là một loài thực vật có hoa trong họ Bứa. Loài này được Pellegr. mô tả khoa học đầu tiên năm 1921.